# رافائل شیاوی
رافائل شیاوی (انگلیسی: Raffaele Schiavi؛ زادهٔ ۱۵ مارس ۱۹۸۶) بازیکن فوتبال اهل ایتالیا است.
از باشگاه‌هایی که در آن بازی کرده‌است می‌توان به باشگاه فوتبال اسپتزیا، باشگاه فوتبال لچه، باشگاه فوتبال پارما، باشگاه فوتبال سالرنیتانا، باشگاه فوتبال فروزینونه، باشگاه فوتبال برشا، باشگاه فوتبال کاتانیا، باشگاه فوتبال پادوا، باشگاه فوتبال دلفینو پسکارا، و باشگاه فوتبال ویچنزا اشاره کرد.